# 게고야정
게고야정(警固屋町)은 일본 히로시마현 아키군에 설치되었던 정이다. 현재의 구레시의 일부에 해당한다.